# Príamo Tejeda
Príamo Pericles Tejeda Rosario (ur. 20 kwietnia 1934 w Santo Domingo, zm. 17 maja 2024) – dominikański duchowny rzymskokatolicki, w latach 1986-1997 biskup Baní.

## Życiorys
Święcenia kapłańskie przyjął 11 maja 1966. 10 maja 1975 został prekonizowany biskupem pomocniczym Santo Domingo ze stolicą tytularną Gilba. Sakrę biskupią otrzymał 13 lipca 1975. 8 listopada 1986 został mianowany biskupem Baní. 13 grudnia 1997 zrezygnował z urzędu.